# Abantidas
Abantidas (starořecky Ἀβαντίδας, zemřel 252 př. n. l.) byl tyranem města Sikyónu, jednoho z městských států starověkého Řecka. K moci se dostal v roce 264 př. n. l. po zabití tyrana Kleiniase (otce pozdějšího sikyónského vůdce Arata ze Sikyónu). Přál vědě a kultuře a účastnil se filosofických diskusí, které na sikyónské agoře vedli Deinias z Argosu a Aristotelés Dialektik. Při jedné takové debatě jej jeho nepřátelé v roce 252 př. n. l. zavraždili. V roli vládce Sikyónu jej vystřídal jeho otec Paseas.
Abantida ve svých dílech zmiňují starořečtí autoři Plútarchos a Pausaniás.